# Yūbetsu
Yūbetsu (湧別町?) è una cittadina giapponese della prefettura di Hokkaidō.